# Abel Ferrara
Abel Ferrara, född 19 juli 1951 i Bronx i New York, är en amerikansk regissör, manusförfattare och skådespelare. Han har bland annat regisserat den kända filmen Den korrumperade snuten (1992) med Harvey Keitel.

## Filmografi i urval
- 1979 – The Driller Killer
- 1981 – Hämndens ängel
- 1984 – Fear City
- 1986 – Gladiator
- 1987 – China Girl
- 1989 – Cat Chaser
- 1990 – King of New York
- 1992 – Den korrumperade snuten
- 1993 – Body Snatchers – Invasionen fortsätter
- 1994 – Dangerous Game
- 1994 – The Addiction
- 1997 – The Funeral
- 1997 – The Blackout
- 1998 – New Rose Hotel
- 2001 – R'Xmas
- 2005 – Mary
- 2008 – Chelsea on the Rocks (dokumentärfilm)
- 2011 – 4:44 Last Day on Earth
- 2025 – Marty Supreme